# Dynoides indicus
Dynoides indicus är en kräftdjursart som beskrevs av Müller 1991. Dynoides indicus ingår i släktet Dynoides och familjen klotkräftor.
Artens utbredningsområde är Sri Lanka. Inga underarter finns listade i Catalogue of Life.